# Emil Schneider (Politiker)
Emil Schneider (* 28. Mai 1883 in Höchst; † 25. Dezember 1961 in Bregenz) war von 1922 bis 1926 Unterrichtsminister der Republik Österreich.

## Leben
Die Gymnasialzeit verbrachte er in Feldkirch und in Bregenz, wo er, zusammen mit dem Unfallchirurgen Lorenz Böhler aus Wolfurt, der ersten Maturaklasse des 1895 eröffneten Communal-Obergymnasiums Bregenz angehörte.
In Innsbruck und Wien inskribierte er die Fächer Geschichte und Geografie. 1910 wurde er zum Lehramtskandidaten ernannt und im selben Jahr promovierte er zum Doktor der Philosophie. Seine Studienzeit fiel in die Zeit des Kulturkampfes, der mit der so genannten „Wahrmund-Affäre“ seinen Höhepunkt erreichte.
Er nahm für die christlichsoziale Seite Stellung, wurde im Herbst 1903 bei der K.Ö.H.V. Leopoldina in Innsbruck rezipiert und tat sich 1908 als Gründer und Stifter der katholischen CV-Verbindung AV Raeto-Bavaria Innsbruck hervor. Zudem war er Mitglied der KaV Marco-Danubia Wien, KÖHV Carolina Graz und KÖStV Austria Wien.  Für zwei Jahre unterrichtete Schneider am Privatgymnasium PORG in Volders in Tirol und anschließend an der Oberrealschule in Dornbirn.
Während des Ersten Weltkrieges arbeitete er im Reservespital in Dornbirn. 1914 heiratete er Josephine Hillebrand und bekam mit ihr eine Tochter und einen Sohn.
Am 28. Dezember 1918 wurde Schneider zum Obmann der christlichsozialen Ortspartei in Dornbirn gewählt. Bei den ersten Wahlen nach dem Krieg wurde Schneider am 4. März 1919 als Mitglied der Konstituierenden Nationalversammlung in den Nationalrat gewählt, dem er bis 9. November 1920 angehörte.

### Unterrichtsminister (1922–1926)
1922 nahm der neue Bundeskanzler Ignaz Seipel Schneider in seine Regierung auf und vertraute dem konzilianten, sich der milden Tonart verpflichtet fühlenden Schneider das neu geschaffene Bundesministerium für Unterricht und Kultus an.
Als Unterrichtsminister unterstützte Emil Schneider in den 1920er Jahren die Skiausbildungsaktivitäten von E. Janner und legte damit den Grundstein für das heutige Bundessportheim St. Christoph in St. Anton am Arlberg, das untrennbar mit Namen wie Stefan Kruckenhauser und Franz Hoppichler verbunden ist.
In Schulgesetzfragen war eine Zweidrittelmehrheit notwendig, was eine Zusammenarbeit der beiden großen Parteien, der Christlichsozialen und der Sozialdemokraten, notwendig machte. Außerdem war das Schulwesen föderalistisch organisiert, wodurch ein äußerst harter politischer Kampf zwischen dem christlichsozialen Unterrichtsminister und dem sozialdemokratischen Wiener Stadtschulrat Otto Glöckel heraufbeschworen wurde.
Die Auseinandersetzungen zwischen den Parteien gipfelten schließlich in einem Handgemenge während der Nationalratssitzung vom 17. Juni 1926. Auch ein Artikel der christlichsozialen Parteizeitung „Reichspost“ aus der Feder von Friedrich Funder tat ein Übriges.
Um die Regierung von Rudolf Ramek zu retten, wurde der Unterrichtsminister schließlich geopfert. Von seiner Demission am 16. Juni 1926 musste Emil Schneider, der auf einer Auslandsreise in Köln weilte, aus der Zeitung erfahren.

### Direktor an der Bundesrealschule in Dornbirn (1927–1938)
1927 kehrte er als Direktor an die Bundesrealschule Dornbirn zurück. Nach dem Anschluss Österreichs wurde er im März 1938 vom Dienst suspendiert und musste seine Dienstwohnung räumen. Ab 1943 war er provisorisch als Hilfslehrer in Bregenz und Dornbirn angestellt.

### Direktor des Bundesrealgymnasiums für Mädchen in Bregenz (1945–1949)
Von 1945 bis 1949 war er erster Direktor des Bundesrealgymnasiums für Mädchen in Bregenz, das im Benediktinerkloster St. Gallusstift untergebracht war, dem heutigen Gebäude der Vorarlberger Landesbibliothek.

### Kulturstadtrat in Bregenz (ab 1950)
1950 trat er in den Ruhestand. Im selben Jahr war er Spitzenkandidat der ÖVP bei den Bregenzer Gemeinderatswahlen. Den Bürgermeistersessel trat er, nach Auseinandersetzungen zwischen den Koalitionsparteien ÖVP und WdU (Wahlverband der Unabhängigen, die Vorläuferorganisation der FPÖ) an Dr. Karl Tizian ab, der für zwanzig Jahre Bürgermeister der Landeshauptstadt bleiben sollte. Schneider selbst wurde Stadtrat für Kultur, Unterricht, Kindergärten, Tagesheimstätten, Waisenhaus, Krankenhaus und Sanitätswesen. Er wurde 1950 Obmann der Volkshochschule Bregenz.
Am 25. Dezember 1961 verstarb Schneider.